# Walter Hecht
Walter Hecht (* 20. April 1896 in Löwen, Belgien; † 8. Oktober 1960 in Graz, Steiermark, Österreich) war ein österreichischer Botaniker.
Walter Hecht war ein Fachmann für Arzneipflanzen. Von 1920 bis 1925 war er Leiter der Arzneipflanzenkultur Klagenfurt. Er arbeitete an der Standardisierung österreichischer Drogen und war an verschiedenen Erfindungen beteiligt (Grau-Keil-Fotometer und Eder-Hecht-Sensitometer zusammen mit Josef Maria Eder).

## Schriften
- Anbau von Arznei- und Gewürzpflanzen, 1948.